# 베네치아 공화국의 역사
베네치아 공화국의 역사는 421년 3월 25일 금요일 정오에, 파도바에서 온 관리들이 이 지역에 교역소를 세우고자 기초를 다지기 시작하면서 시작했다고 전해진다. 이 사건을 기념하기 위하여 베네치아에 성 야고보 교회가 세워진 것으로 알려졌으나, 이것이 실제로 일어난 일인지 여부는 확실치는 않으며, 실제 일어난 일이라 해도 이에 후속하는 조치는 거의 없어 한참 후까지 여기에 정주하는 (또는 자기 자신을 주민이라 여기는) 인구는 거의 없었다. 확실한 점은, 초기 베네치아는 7세기 후반 북부 이탈리아에서 비잔티움 제국의 힘이 줄어듦에 따라 랑고바르드족(롬바르드족)의 침략으로부터 서로를 지키기 위하여 연합했던 석호 근처의 공동체의 집합이었다는 것이다. 8세기 초에 석호 거주인들은 오르소 이파토를 지도자로 선출하였고, 비잔티움 제국은 그에게 집정관(hypatus) 및 사령관(dux) 칭호를 수여했다. 그는 역사상 확인된 최초의 도제였다. 전하는 바에 따르면 697년 파올로 루치오 아나페스토가 최초로 도제로 선출되었으며 마르첼로 테갈리아노가 이를 계승하였고 오르소 이파토는 세 번째 도제라고 하나, 베네치아의 부제 요한이 11세기 초에 쓴 연대기 이전에는 이에 대한 기록은 전해지지 않는다. 사실이 무엇이든지 간에, 초기 도제들은 에라클레아에서 통치했다.

## 초기 발전
오르소 이파토의 아들인 테오다토 이파토는 근거지를 에라클레아에서 말라모코로 옮겼다. 테오다토 이파토의 도제 계승은 세습 왕조를 세우려는 오르소 이파토의 의도에 따른 것이며, 베네치아 초기 역사 중 여러 명의 도제는 세습을 시도하였으나 결국에는 실패했다. 테오다토 이파토의 치세 중 베네치아는 북부 이탈리아에 유일하게 남은 비잔티움 제국령이 되었으며, 당시 프랑크 왕국 내에서 벌어진 카롤링거 왕조 개창 등 변화하는 정치체제는 베네치아 정치 구도를 변화시켰다. 우선 확고한 친비잔티움 세력이 있었으며, 다음으로는 실질적으로 독립하고자 하는 공화주의자들이 있었다. 이 외 주요한 파벌로는 친프랑크 세력이 있었다. 이들은 당시 카롤링거 왕조의 왕인 피핀 3세를 랑고바르드족으로부터의 최고의 보호자라고 생각하고 있었으며, 이는 당시 교황의 피핀 3세에 대한 지지와 맞물려 주로 성직자들의 지지를 받았다. 상대적으로 소수파였던 친랑고바르드 세력은 멀리 떨어진 비잔티움 제국 및 프랑크 왕국과의 연합을 반대하고, 바다 쪽을 제외하고는 베네치아를 완전히 둘러싸고 있던 랑고바르드 왕국과의 평화 유지에 관심을 두었다.
테오다토 이파토는 암살되었으나, 그의 자리를 빼앗은 갈라 가울로 역시 1년 안에 그와 같은 운명을 맞았다. 그 후임인 도메니코 모네가리오가 다스리는 동안 베네치아는 어촌에서 무역항 및 교역 중심지로 탈바꿈했다. 조선산업 역시 크게 발전하였으며, 아드리아해의 지배권을 위한 초석 역시 이 때 놓였다. 또한 이 때 최초로 호민관제가 도입되었으며, 매년 두명의 신임 호민관이 선출되어 도제를 감시하고 권력 남용을 방지하였다.
친랑고바르드파였던 모네가리오는 764년 축출되었으며, 에라클레아 출신의 친비잔티움파인 마우리치오 갈바이오가 뒤를 이었다. 갈바이오는 긴 치세 (764-787)동안 베네치아를 지역적 뿐만 아니라 국제적 번영의 도상에 올렸으며, 한편으로는 세습 왕조를 세우기 위해 가장 집요한 노력을 기울이기도 했다. 이 때 베네치아는 리알토 지역까지 확장되었다. 후임은 아들인 조반니 갈바이오이며, 부친과 마찬가지로 길었던 치세 동안 그는 노예 무역을 두고 카롤루스 대제와 충돌하였으며 교회와 대립하였다.
세습 왕조를 세우고자 했던 야망은 804년 친프랑크파가 오벨레리오 델리안토네리 치하에서 권력을 잡으면서 분쇄되었다. 오벨레리오는 베네치아를 카롤링거 제국의 영향권에 편입시켰다. 그러나 그 자신을 보호하기 위해여 카롤루스 대제의 아들인 피피노 카를로만(피핀)의 도움을 요청함으로써 시민의 분노를 샀으며, 810년 피핀이 베네치아를 포위했을 때 가족과 함께 도시를 떠나야 했다. 피핀은 6개월 동안 베네치아를 포위했으나, 늪지에서 발생한 역병의 창궐 등으로 인하여 결국 철수해야 했다. 피핀 자신도 여기에서 얻었을 것으로 생각되는 병으로 인하여 몇 개월 후 사망하였다.
베네치아는 이때의 승리로 쟁취한 독립을 이후 유지하였으며, 이는 후에 카롤루스 대제와 니케포루스 1세간에 맺은 협정에서 추인되었다. 이 협정은 베네치아를 비잔티움 제국의 영토로 인정하였으며, 또한 ”다섯 도시”, 즉 카롤루스 대제가 교황에게 베네치아인을 축출하라고 했던 안코나, 파노, 페사로, 리미니, 시니갈리아를 포함하여 아드리아 해에서의 베네치아의 교역권을 인정하였다.

## 중세 초기
오벨레리오의 후임은 통합된 베네치아를 물려받았다. 803년 니케포루스 협정에 의거하여 카롤루스 제국과 비잔티움 제국의 황제는 베네치아가 명목적으로는 비잔티움 제국령으로 남지만 실질적으로는 독립국임을 확인하였다. 파르티치파치오 가문의 지배(811년~836년 안젤로, 주스티니아노, 조반니 등 3명) 하에서 베네치아는 근대적 형태를 갖추었다. 가문의 첫째 도제였던 안젤로 파르티치파치오는 에라클레아 태생이었으나 리알토 초기 이주자 중 하나였으며, 그의 치세는 교량, 운하, 방벽, 요새, 석조 건물 등의 건축을 통한 베네치아의 바다로의 확장으로 특징지어진다. 안젤로의 아들인 주스티니아노가 도제이던 시절 트리부노 및 루스티코 등 두 명의 상인이 성 마르코의 유해를 알렉산드리아로부터 가져왔으며, 이후 베네치아는 성 마르코를 수호 성인으로 삼았다.
조반니 파르티치파치오의 후임인 피에트로 트라도니코 치하에서 베네치아는 먼 훗날 십자군에 영향을 미치고 수 세기 동안 아드리아해를 지배할 군사력을 키우기 시작하였으며, 신성 로마 제국의 로타르 1세와 맺은 무역 협정상 권리는 이후 오토 1세 시절에 확대된다. 트라도니코는 슬라브 및 사라센 해적과의 전투를 통하여 제해권을 확립하였다. 트라도니코의 긴 치세(837년~864년)은 성공적이라고 평가되나, 그 후임들은 다시 파르티치파치오 가에서 나왔으며 이는 마침내 베네치아에 세습정이 세워진 것으로 생각할 수도 있는 일이었다. 841년경 베네치아 공화국은 크로토네에서 아랍인을 몰아내고자 하는 비잔티움 제국을 지원하고자 60척(척당 200명이 탑승)의 선단을 파견하였으나, 결과는 실패였다.
피에트로 칸디아노 2세 시절 이스트라반도의 도시들은 베네치아의 경제적 지배를 받는다는 내용의 협정에 서명하였으며, 이는 베네치아가 달마티아 해안을 장악하기 위한 첫 단계였다. 976년 친신성로마제국파였던 칸디아노 정권이 반란으로 뒤엎어지고, 피에트로 오르세올로 1세가 도제로 선출되었으나 그의 타협적 정책은 효과가 적었으며 그는 14개월만에 은퇴하였다. 991년 피에트로 오르세올로 2세 시기부터 아드리아해의 제해권 확보에 대한 추동력은 이탈리아 본토에 대한 관심을 능가하였다. 내부 파벌 싸움은 완화되었으며, 바실리우스 2세와 맺은 유리한 조약(베네치아는 유사시 비잔티움 제국군을 남부 이탈리아로 운송하는 대신, 콘스탄티노플에 출입항시의 관세를 일반적인 금액인 30 노미스마에서 17 노미스마로 할인)에 의하여 비잔티움 제국과의 교역이 활성화되었다. 서기 1000년 이스트라반도로 출정한 6척의 선단은 해당 지역에서의 베네치아의 종주권을 확립하였으며, 슬라브 해적은 완전히 진압되었다.

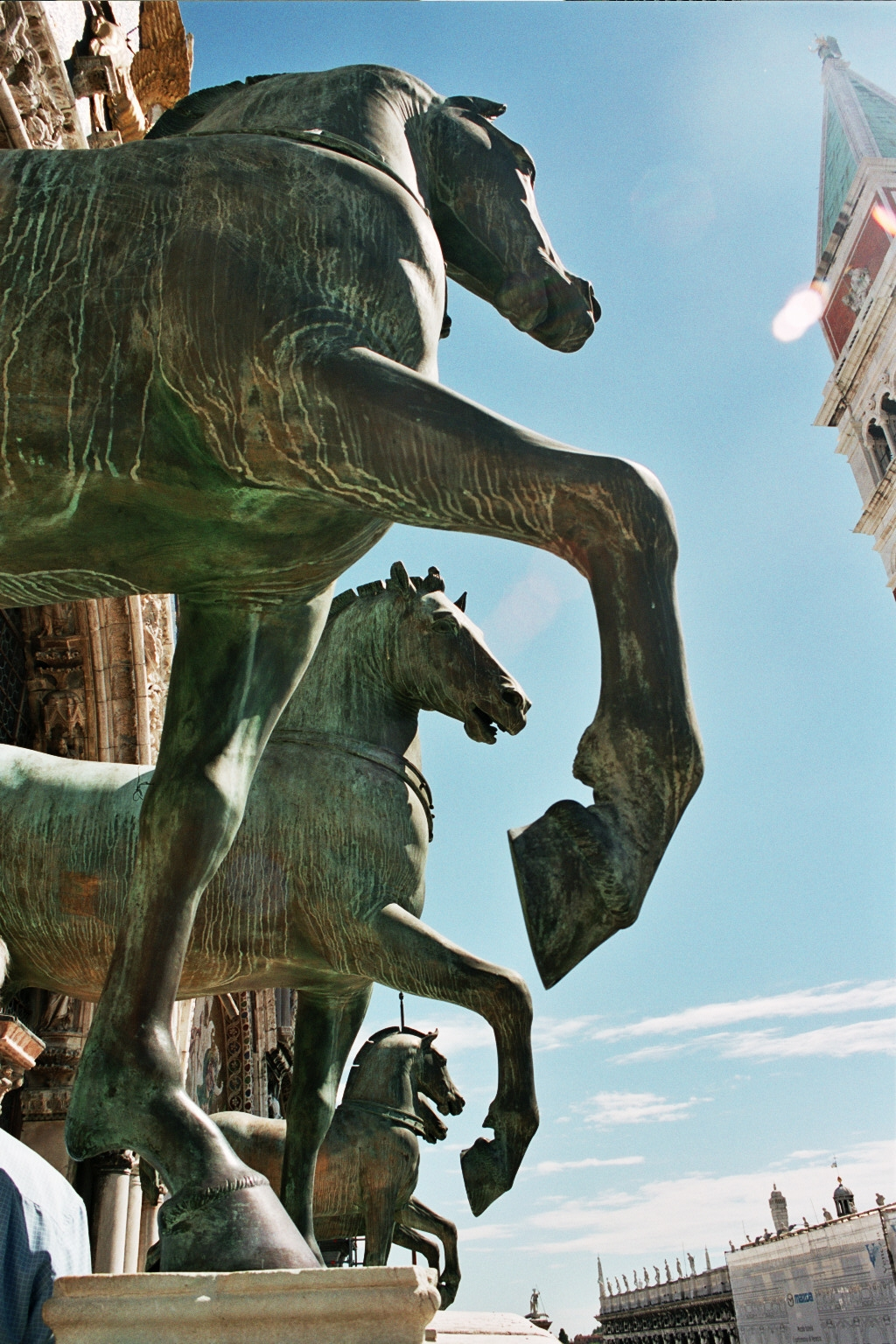
1204년 콘스탄티노플 함락시 베네치아로 가져온, 성 마르코 성당 앞 청동제 말 (복제품)

이리하여 베네치아의 해당 지역 지배권이 확립되었으며, 비잔티움 제국의 황제는 오르세올로에게 “달마티아 공작”의 칭호를 하사하였다. 또한 오르세올로가 출진한 날은 이후 “바다와의 결혼식”으로 기념되었다. 오르세올로는 1008년 사망하였으며, 이 시기 베네치아는 아드리아해에 대한 제해권을 확실히 했다. 이후 그의 아들인 오토 오르세올로는 1017년 원정을 통하여 이를 더욱 강화시켰으며, 양대 제국 사이의 균형추 지위를 확고하게 하였다.
11세기 있었던, 신성로마제국 황제 하인리히 4세와 교황 그레고리우스 7세 사이의 길었던 서임권 투쟁 시기에 베네치아는 중립을 지켰으며, 이는 이후 교황들과의 분쟁을 야기했다. 또한 도제였던 도메니코 셀보(1071년~1084년)는 비잔티움 황제 알렉시우스 1세의 풀리아의 노르만족에 대한 전쟁을 지원하여, 두라초까지 아드리아 해안에서의 베네치아의 종주권을 인정하고, “비잔티움 제국 전역에서 베네치아 상인의 면세”를 선포하는 금인칙서를 얻어냈다. 이는 이후 홍해, 레반트 지역 및 이집트를 지나는, 수익성 좋은 향신료 및 비단 무역의 중개자 역할을 통한 부와 국력의 축적에 있어 중요한 요소가 되었다. 전쟁은 결과적으로는 실패했으나, 베네치아는 참전을 통하여 비잔티움 제국으로부터 완전하게 독립하였다는 것이 일반적 견해이다.
1084년 도메니코 셀보는 노르만 정벌을 위하여 개인적으로 선단을 이끌고 나갔으나 3,000명이 죽고 2,500명이 포로가 되었으며, 선단에서 가장 크고 중무장 갤리선 9척을 잃었다.

## 중세 중기

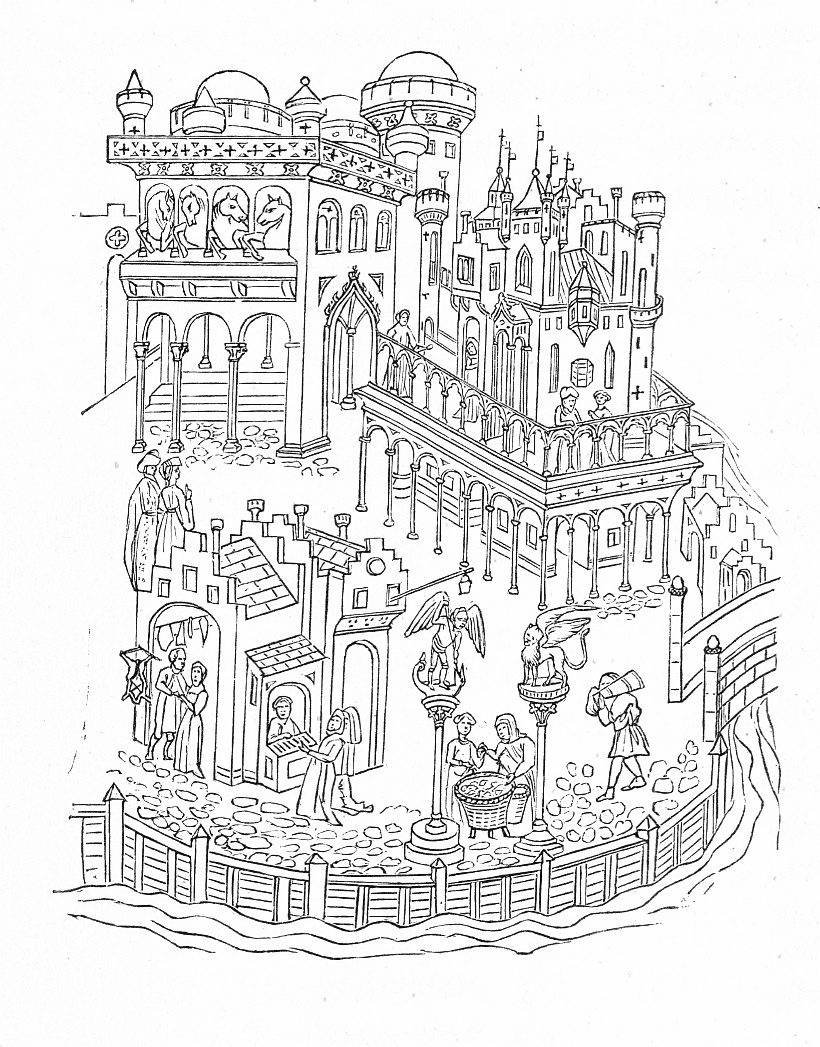
두칼레 궁전 그림, 14세기 후반

중세 중기에 베네치아는 유럽-레반트간 무역을 지배하여 부를 축적하였으며, 아드리아해 및 그 너머로 확장하기 시작했다. 베네치아는 십자군 전쟁에 초기부터 관련되어 있다. 200여척의 베네치아 선박이 제1차 십자군 당시 시리아의 항구도시 공략을 도왔으며, 1123년에는 바르문디 조약의 체결에 따라 예루살렘 왕국 내에서 실질적인 자치권을 부여받았다. 1110년 도제 오르델라포 팔리에로는 100척으로 구성된 선단을 지휘하여 보두앵 1세의 시돈 점령을 지원하였다.

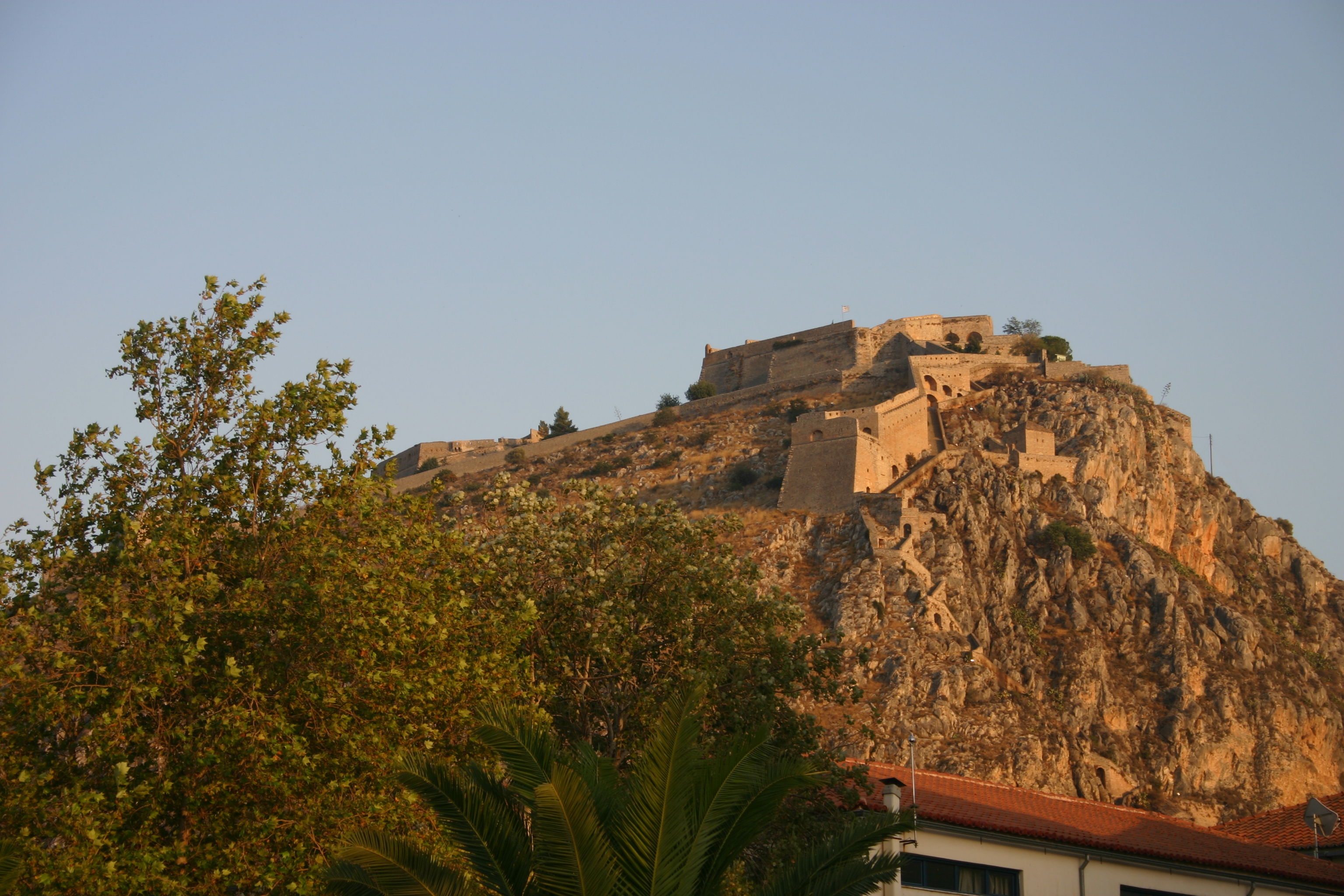
그리스 나플리오의 팔라미디 요새. 베네치아는 1686년~1715년 간의 2차 점령기 동안 이를 건설하였으며, 이러한 요새들을 통하여 무역로를 보호하였다.

12세기 동안 베네치아 공화국은 현재 베네치아 국영 병기창으로 알려진 대규모의 국영 조선소를 건설하였다. 강력한 신조 선단을 통하여 공화국은 동지중해의 제해권을 확립했다. 유럽 각지에서 온 상인들을 지원하기 위하여 베네치아에서 세계 최초의 외환업무가 시작되었다. 또한 베네치아는 비잔티움 제국에서 상업적 특권을 확대하였으며 때로는 제국에 해군력을 제공하기도 했다. 1182년 콘스탄티노플에서 베네치아인을 주 대상으로 하는 반서방 폭동이 있었다.
베네치아 선단은 제4차 십자군의 운송에 필수적인 역할을 했으나, 십자군이 운임을 지불할 수 없게 되자 교활한 도제 엔리코 단돌로는 재빠르게 이 상황을 이용한다. 1183년 자다르(이탈리아어로 자라)는 베네치아에 대해 반란을 일으켰으나, 교황과 헝가리 왕 임레로부터의 보호를 받았으며 요새화가 잘 되어 있어 베네치아 단독으로 탈환하기는 힘든 상황이었다. 이에 단돌로는 자다르를 공략해주면 십자군을 운송해 주겠다고 제안했다. 1202년 자다르를 함락시킨 후, 십자군은 베네치아의 또 다른 적수였던 비잔티움 제국의 콘스탄티노플로 방향을 돌린다. 콘스탄티노플은 1204년 함락 및 약탈당하며, 이는 역사상 단일 도시에 대한 가장 짭짤하면서 동시에 가장 불명예스러운 약탈 중 하나로 꼽힌다. 이 때 베네치아는 그 유명한  네 마리의 청동제 말 조상을 성 마르코 성당 광장으로 가져온 것을 포함하여, 약탈물로 운임을 충당하였다. 이 결과 이후 벌어진 비잔티움 제국의 분열에 따라 베네치아는 크레타, 에우보이아 등의 섬 등 에게해의 전략적 가치가 큰 영토를 영유하는 등 비잔티움 제국의 8분의 3을 획득하였다. 크레타의 하니아 등 현존하는 도시 중에서도 베네치아 양식을 그 기원으로 하는 건축물이 남아있다. 1207년 낙소스 등 에게해의 섬들에 친베네치아 국가인 낙소스 공국이 성립되었으며, 이는 1579년 오스만 제국의 셀림 2세에게 정복될 때까지 존속하였다. 베네치아는 1221년 몽골 제국과 무역 협정을 맺었다.
1295년 도제 피에트로 그라데니고는 알레산드레타의 제노바 공화국 선단을 공격하기 위하여 68척의 선단을 파견하였고, 1299년에는 100척을 추가로 파견하였다.
14세기 후반 베네치아는 공화국 동쪽으로부터, 특히 헝가리 왕 루이 1세 재위시 어려움을 겪었다. 1346년 루이 1세는 자다르를 처음으로 공략하였으나 실패했다. 1356년 고리치아의 백작들, 파도바의 군주 카라라의 프란체스코 1세, 아퀼레이아의 총대주교 니콜라우스 및 그의 이복형제인 신성로마제국의 카를 4세, 루이 1세 및 오스트리아의 공작들 간에 베네치아에 대항하기 위한 동맹이 체결되었다. 이들의 군사는 1356년 그라도 및 무자를 점령하였으며, 이 때 루이 1세는 달마티아 지방의 베네치아 점령지를 침략, 베네치아인을 축출했다. 동맹군의 1356년 7월~9월간 지속된 트레비소 포위전은 실패하였으나, 1358년 1월 13일 네르베사에서 베네치아군은 대패하여 달마티아 및 크로아티아를 헝가리에 양보해야 했다. 또한 1350년에서 1381년까지 간헐적으로 베네치아-제노바 전쟁이 있었다. 베네치아는 초반에는 열세였으나 1380년 키오자 전투에서 제노바에 승리를 거두어, 동지중해에서의 우월한 지위를 유지한다. 그러나 여러 곳의 영토가 평화의 대가로 다른 전쟁 참가국에 넘어갔다. 코넬리아노는 오스트리아에, 트레비소는 카라라 가(家)에, 테네도스는 비잔티움 제국에, 트리에스테는 아퀼레이아 총대주교령에 점령되었으며, "고귀한 도시(베네치아 공화국의 별칭)"는 또한 달마티아에 대한 지배력 역시 헝가리에 뺏겼다.
1363년 크레타에서 무거운 세금에 반발한 식민지 주민의 독립운동인 성 티투스의 반란이 일어났으며, 베네치아는 상당한 군사력을 투입한 끝에 5년 후에야 이를 진압할 수 있었다.

## 15세기
15세기 초 베네치아는 이탈리아 본토로 확장하기 시작하였으며, 이스트라에서 알바니아까지의 달마티아 지역의 지배권을 나폴리 왕 라디슬라오로부터 단 10만 두카트에 구매하기도 했다. 필리포 스티파노프 백작을 자다르에 파견하는 등 베네치아는 획득한 지역을 통치하기 위하여 귀족을 파견하였다. 이는 밀라노 공작 잔 갈레아초 비스콘티의 위협에 대응하기 위함이었다. 또한 북동쪽 본토 장악은 교역의 안정성을 확보하기 위한 것이었다. 1410년까지 베네치아는 총 3,300척, 36,000명으로 구성된 해군을 보유하게 되었으며 베로나, 파도바 등을 포함하여 베네토주의 대부분을 확보하였다.
달마티아의 상황은 1408년 당시 헝가리 왕이었던 신성로마제국 지기스문트 황제와의 화친으로 해결되었다. 이 협정이 만료되지마자 베네치아는 아퀼레이아 총대주교령을 침공하고, 트로기르, 스플리트, 두라초 등의 달마티아 도시를 정복했다. 이와 같은 베네치아의 아드리아 해역 지배는 헝가리가 당시 겪던 어려움에 힘입은 바 있다.
도제 프란체스코 포스카리 (1423년~1457년) 치하에서 베네치아는 국력 및 영토 확장의 정점에 달했다. 1425년에는 밀라노의 필리포 마리아 비스콘티와의 새로운 전쟁이 발발했다. 베네치아 육군 사령관 카르마뇰라 백작 프란체스코 부소네가 마클로디오 전투에서 거둔 승리로 말미암아 서부 국경은 아디제강에서 아다 강으로 확장되었다. 그러나 영토 확장이 베네치아 전역에서 환영받은 것은 아니었다. 밀라노와의 긴장상태가 지속되었으며, 1446년 공화국은 밀라노, 피렌체, 볼로냐, 크레모나 연합군과 싸워야 했다. 그러나 서전에서 베네치아군이 미켈레토 아텐돌로 지휘 하에 카살마조레에서 승리한 후 비스콘티 공작이 죽었고 밀라노에서는 공화정이 세워졌다. 이는 공화국이 로디, 피아첸차를 점유할 좋은 기회였으나 이는 프란체스코 스포르차에 의하여 저지되었다. 이후 스포르차와 도제는 스포르차의 밀라노 지배를 용인하는 대신 브레시아와 비첸차를 베네치아가 할양받는 조건으로 연합하였다. 그러나 스포르차의 힘이 과도해졌다고 생각되어 베네치아는 다시 편을 바꿔었다. 이러한 복잡한 상황은 1454년 로디 조약 체결로 인하여 정리되었으며 베네치아는 베르가모와 브레시아의 영유를 확인받았다. 당시 공화국의 영토는 베네토주 대부분, 프리울리, 베르가모 주, 크레모나, 트렌토, 라벤나, 이스트라 및 달마티아를 포괄했다. 국경은 동쪽으로는 고리치아 주 및 오스트리아 공작령들, 남쪽으로는 페라라 공국과 접했다. 해외 지배지는 에우보이아 및 에지나 등을 포함했다.

동지중해상 베네치아 영토, 1450년

1453년 5월 29일 콘스탄티노플이 오스만 제국에게 함락되었으나, 베네치아는 비잔티움 제국 시절 보유했던 시내 영유지 및 일부 교역상 특권을 유지할 수 있었으며 실제로 1454년 오스만 제국은 베네치아에게 항구 사용 및 교역을 허가했다. 그러나, 오스만 제국이 헝가리의 후녀디 야노시 및 알바니아의 스칸데르베그와의 전투에서 패배했음에도 전쟁은 불가피했다. 1463년 아르고스의 베네치아 요새가 파괴되었다. 베네치아는 헝가리의 후녀디 마차시와 연합하여 그리스 도서는 해상에서, 불가리아는 육상에서 공격했으나 두 전선에서 모두 소소한 몇번의 승리를 거둔 끝에 후퇴해야 했다. 군사행동은 거의 산발적인 파괴공작 및 게릴라 활동으로 축소되었다. 1470년 오토만 제국이 대규모의 역공을 시작하여 베네치아는 에게해의 주 군사거점이었던 네그로폰테를 상실했다. 베네치아는 페르시아 및 기타 유럽 국가들과의 연합을 추진하였으나 이들로부터의 지원은 제한되어, 안탈리아, 할리카르나소스, 스미르나에 소규모 공격을 하는 것이 고작이었다. 반면 오토만 제국은 펠로폰네소스를 정복하고 베네치아 본토에 공격을 개시하여 중요 거점인 우디네에 육박하였다. 페르시아-카라만 연합군은 테르귄에서 대패하였으며, 공화국은 혼자 오토만 제국에 맞서야 했다. 게다가 스칸데르베그의 사망 이후 알바니아의 대부분을 상실하였으나 안토니오 로레단 지휘하 스쿠타리의 영웅적인 항전에 따라 오토만은 알바니아에서 철수하였다. 이 때 키프로스에서 일어난 반란에 따라 섬의 지배권은 코르나로가, 이후에는 공화국으로 돌아왔다. (1473년) 베네치아의 우위가 다시 확보된 것으로 보였으나, 스쿠타리는 2년 후 함락되었고 프리울리는 재침으로 유린되었다. 1479년 1월 24일 베네치아와 오토만 제국간 평화조약이 체결되었다. 베네치아는 아르고스, 네그로폰테, 렘노스, 스쿠타리를 포기하고 연간 1만 두카트의 연공금을 상납해야 했다. 5년 후 이 합의내용은 메흐메드 2세의 후계자인 바예지드 3세에 의하여 재확인되었으며, 이 때 오스만 제국이 영유하던 자킨토스섬과 베네치아가 영유하던 케팔로니아섬의 맞교환이 이루어졌다.
1482년 베네치아는 페라라를 점령하고자 하던 교황 식스토 4세와 연합하여 피렌체, 타폴리, 밀라노, 그리고 에르콜레 1세 치하의 페라라에 대항하였다. (페라라 전쟁) 그러나 캄포모르토 전투에서 교황령-베네치아 연합군이 대패한 후 식스토 4세는 편을 바꿨다. 베네치아는 다시 고립되었고, 베로나에서 칼라브리아의 알폰소에게 패배하였으나 바다를 통해 갈리폴리(아풀리아 지역)를 점령할 수 있었다. 밀라노의 루도비코 스포르차가 베네치아 편을 들어 균형상태를 다시 바꾸었으며, 이로 인하여 1484년 8월 7일 브레시아 근처에서 평화 협정이 체결된다. 베네치아는 수많은 패배를 겪었으나 폴레시네 및 로비고 지역을 획득하여 이탈리아 반도에서 피렌체의 영향력을 감소시키고 자국의 영향력을 확대할 수 있었다. 1480년대 후반 베네치아는 신임 교황 인노첸시오 8세 및 오스트리아 대공 지기스문트를 상대로 전쟁했다. 또한 베네치아군은 이탈리아 도시연합과 프랑스의 샤를 8세간 전쟁인 포르노보 전투에도 참전하였으며, 에스파냐/아라곤 왕국의 나폴리 왕국 재정복에 참전하여 아드리아해 남부 및 이오니아 제도를 장악하는 데 중요한 전략기지인 아풀리아 지역의 항구에 대한 지배권을 부여받기도 했다.
투르크와의 충돌에서 겪은 패배에도 불구하고, 15세기 말 베네치아 시는 인구 18만으로 유럽에서 파리 다음으로 크고, 분명 세상에서 가장 부유한 도시였다. 베네치아 공화국의 영토는 약 7만 평방킬로미터였으며 인구는 210만명에 달했다. (동시대 인구는 영국 3백만, 이탈리아 전체 1천 1백만, 프랑스 1천 3백만, 포르투갈 170만, 에스파냐 6백만, 독일/신성로마제국 1천만)
행정목적상 영토는 크게 아래 3개 지역으로 구분되었다.
1. ”도제 직할령”'은 베네치아시의 섬과 석호 근처의 원 영토로 구성
2. 해양주는 이스트라반도, 달마티아, 알바니아 해안, 아풀리아의 항구들, 베네치아령 이오니아 제도, 크레타, 에게해상 제도, 키프로스, 그리고 유럽 남동부와 서남아시아의 요새 및 상업 식민지로 구성
3. 본토주는 베네토, 프리울리, 베네치아령 율리아, 롬바르디아주 동부 및 로마냐 지역으로 구성

1485년 프랑스 대사 필리프 드 코민은 베네치아에 대하여 아래와 같이 썼다.

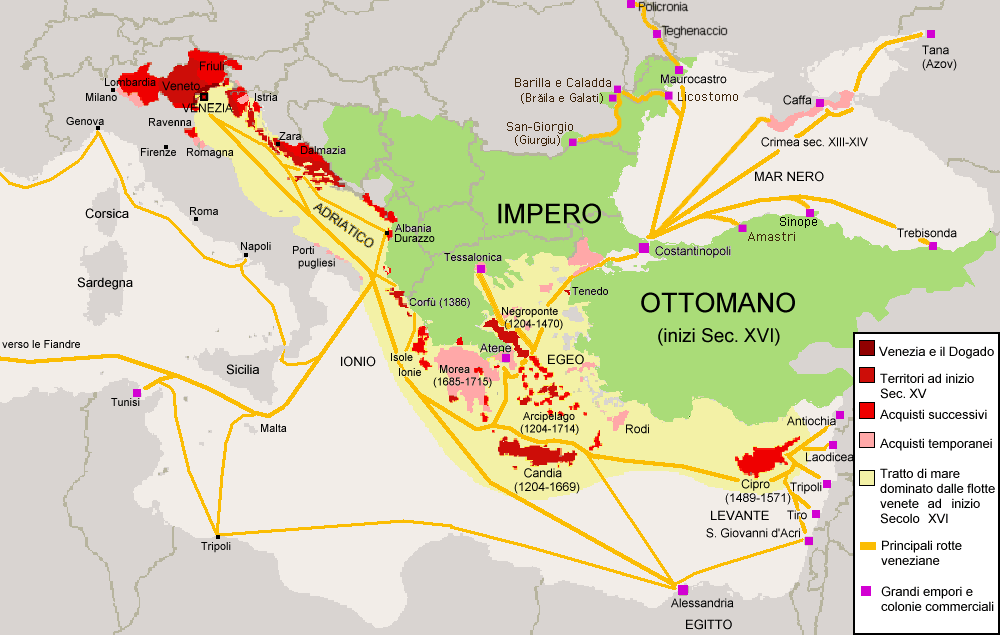
베네치아 공화국의 영토. 진한 적색은 15세기 초에, 적색은 16세기 초에, 분홍색은 단속적으로 획득한 영토. 황색은 15세기동안 베네치아가 지배한 해역. 황색 선은 주 교역로, 보라색 사각형은 주요 교역시 및 상업 식민지

| “ | 내가 본 중 가장 빛나며, 가장 현명하게 자치하는 도시이다. | ” |

## 캉브레 동맹, 레판토 해전 및 키프로스 상실
1499년 베네치아는 밀라노에 대항하여 프랑스의 루이 12세와 연합하여 크레모나를 획득한다. 같은 해에 오스만 제국 황제는 레판토를 공격하기 위하여 육군을 기동하며, 이를 바다에서 지원하기 위하여 대선단을 파견한다. 선원이라기보다는 상인 또는 외교관에 가까웠던 안토니오 그리마니(당시 제독, 1521년~1523년 도제)는 1499년 총키오 전투에서 패배한다. 오스만은 다시 프리울리를 유린했다. 베네치아는 오스만과의, 그리고 바다에서의 전면전을 꺼려 레판토, 모도네 및 코로네를 포기한다.
베네치아는 무역을 통하여 부유해졌으나, 또한 베네치아의 길드는 우수한 품질의 비단, 양단, 금세공품, 갑주,유리구슬, 안경 등을 생산하기도 했다. 그러나 베네치아는 무역 및 해양에 쏟아야 할 관심을 로마냐 지역의 미묘한 상황으로도 분산시켜야 했다. 당시 로마냐 지방은 이탈리아에서 가장 부유한 지역 중 하나로, 명목상으로는 교황령이었지만 실질적으로는 교황군이 다루기 힘든 영주령이 할거했다. 베네치아 영토를 목표로 1508년 교황 율리오 2세를 수장으로 하는 캉브레 동맹이 결성되었다. 교황은 로마냐를, 신성로마제국 막시밀리안 1세는 프리울리와 베네토를, 에스파냐는 아풀리아의 항구들을, 프랑스 왕은 크레모나를, 헝가리 왕은 달마티아를, 그리고 그 외 참가자는 나름대로의 영토를 원했다. 이 거대한 군사에 대한 베네치아의 공격은 프랑스에서 시작되었다. 1509년 5월 14일 베네치아는 기아라 다다에서 벌어진 아냐델로 전투에서 패배하였으며, 이는 베네치아 역사상 가장 치욕적인 패배 중 하나이다. 프랑스군 및 신성로마제국군은 베네토를 점거하였으며, 베네치아는 외교를 통하여 이러한 곤란을 벗어나려 했다. 에스파냐와 관계 회복을 위하여 아풀리아의 항구들은 할양되었으며, 교황 율리오 2세는 당시 프랑스 또는 오스만 제국 같은 대국을 상대할 수 있는 유일한 이탈리아 국가인 베네치아를 완전히 파괴할 경우 발생할 위험에 대해 곧 인지하였다. 대륙 본토의 시민들은 성 마르코를 연호하며 봉기하였고, 안드레아 그리티는 1509년 7월 파도바를 탈환한 후 신성로마제국군과의 포위전에서 이를 성공적으로 지켜냈다. 에스파냐와 교황은 프랑스와의 동맹을 중단했고, 베네치아는 브레시아와 베로나를 프랑스로부터 다시 얻어냈다. 7년간의 소모적인 전쟁이 종결된 후 공화국은 아다 강까지의 본토 지배령을 다시 획득하였다. 결국 승리로 끝나기는 했으나, 1509년 겪은 일련의 패배는 베네치아의 확장 시대가 끝났음을 알려준다.
베네치아 태생의 외교관이자 추기경(lay cardinal)이었던 가스파로 콘타리니가 쓴 베네치아 공화국과 관직 De Magistratibus et Republica Venetorum(1544)는 베네치아의 사법 절차와 관련한 찬사와 관심을 명확하게 보여준다. 또한 이 책은 베네치아가 독립을 유지하고 이탈리아의 독립성이 상실되는 상황에 대해 저항하며, 또한 캉브레 동맹 전쟁을 피해 없이 종결해 낸 것에 대한 놀라움을 외국인의 관점에서 보여준다. 콘타리니는 위대한 베네치아의 비밀은 아리스토텔레스가 제시한 세 가지 정부 형태, 즉 군주정, 과두정, 민주정이 융합된 정치 체제에 있다고 주장했다. 그의 의견에 따르면 국회는 “민주적” 부분이고, 원로원과 10인 위원회는 과두제적이며, 도제는 군주제를 상징한다. 베네치아 정부 내에서 이 세 원칙의 조합은 정치 체제의 기능을 완벽에 가깝게 했다. 같은 시기 빛나는 경력을 가진 정치가이며 유명한 역사가인 마리노 사누도는 가난한 귀족의 증가로 발생한 부패를 한탄했다.
프랑스와 에스파냐 사이에서 이탈리아 내 패권을 잡기 위해 노력한 결과 베네치아는 에스파냐 쪽으로 기울었다. 공화국은 당대 초강대국인 합스부르크가의 신성로마제국-에스파냐와 투르크의 사이에서 유럽 내 중립을 표면적으로 지키는 외교전략을 채택하였으며, 오스만 제국에 대해서는 수세적인 입장을 견지하였다. 베네치아의 해상 지원은 에스파냐에는 잠재적인 도움은 되었으나, 에스파냐는 베네치아가 레반트에서의 입지를 강화하는 것을 용인해야 할 정도로 이를 이용하지는 않았다. 이는 베네치아가 이탈리아 국가 중 유일하게 에스파냐에 실질적으로 종속되지 않은 상황에서, 이탈리아 내부로도 영향력을 확대하는 결과를 낳을 수 있기 때문이었다. 1537년~1540년간 벌어진 터키와의 3차전에서 베네치아는 신성로마제국 황제 겸 스페인 국왕 카를 5세와 연합했다. 스페인 해군 총사령관이자 연합 함대의 총사령관인 안드레아 도리아는 1538년 프레베자 해전에서 패배하였으며, 2년 후 베네치아는 오스만 제국에게 낙소스 공국의 지배권을 사누도 가문으로부터 이양하는 것을 조건으로 평화협정을 체결한다. 프레베자 해전 이후로 지중해에서의 우위는 오스만 제국으로 넘어간다.
바다의 지배가 어려워지면서 또다른 변화가 발생했다. 1545년까지 갤리선의 노잡이는 봉급을 받는 자유 선원이었다. 이들은 원래 베네치아인으로 구성되었으나 후에는 달마티아인, 크레타인, 그리스인이 대거 합류하였다. 선원을 충분히 고용하기 힘들게 되자 베네치아는 타국 해군이 이미 하고 있었듯이 노잡이를 징발하여 쇠사슬로 자리에 묶게 되었다.이렇게 운영된 베네치아 최초의 갤리선 선장은 크리스토포로 다 카날이다. 1563년까지 베네치아 인구는 약 16만 8천명까지 감소한다.
1570년 다시 오스만 제국과의 전쟁이 발발하여, 베네치아, 에스파냐, 교황령은 신성 동맹을 결성하고, 총 208척의 갤리선의 대선단을 구성한다. 이 중 110척은 세바스티아노 베니에르가 이끄는 베네치아 선박으로, 연합함대의 총사령관은 카를 5세의 사생아이자 펠리페 2세의 이복동생인 오스트리아 공 돈 후안이었다. 오스만 함대는 숫자로는 연합함대와 동등하였으며, 아드리아해를 거슬러 올라 레시나까지 전진한 후 보급을 위하여 파트라스 만의 레판토로 복귀하였다. 연합함대는 메시나에 집결하여 1571년 10월 7일 오스만 함대와 격돌, 레판토 해전에서 승리하고 나포한 갤리선 117척을 배분하였다. 그러나 이를 통하여 베네치아가 얻은 전략적 이익은 없었다. 펠리페 2세는 동지중해 및 아프리카에서의 세력 균형에 관심을 두어, 함대가 레반트에 관련되는 것을 원하지 않았다. 키프로스에 남은 마지막 베네치아 요새인 파마구스타는 1570년 오스만의 공격을 받고 레판토 해전 이전에 항복하였다. 오스만 사령관 랄라 카라 무스타파 파샤는 베네치아측 총사령관 마르칸토니오 브라가딘의 가죽을 산채로 벗겼다. 키프로스의 상실은 1573년 강화시 추인되었다. 1575년 베네치아의 인구는 17만 5천명이었으나, 1581년까지는 12만 4천명으로 감소하였다.

## 17세기
1605년 경범죄를 저지른 사제 두 명을 체포한 일과, 교회가 부동산을 취득 또는 이를 통하여 이득을 얻는 것을 금지하는 법률을 두고 베네치아와 교황청 사이에 마찰이 있었다. 교황 바오로 5세는 이러한 베네치아의 행동은 교회법에 어긋나는 것이라는 주장을 견지하고, 관련 법을 폐지할 것을 요청하였고, 이것이 거부되자 베네치아를 파문하였다. 공화국은 개의치 않고 공화국 내 사제들이 성무를 지속하도록 명령하였으며, 이는 날카로운 논쟁가이자 1606년 소위원회 고문으로 임명되기도 한 세르비테회 수도사 파올로 사르피의 결정에 힘입은 것이었다. 1년 후 프랑스가 개입하여 타협안을 내놓았을 때 파문은 해제되었다. 베네치아는 ‘어떠한 시민도 통상 법절차보다 우월하지 않다’는 원칙을 재확인하였음에 만족하였다.
1613년~1617년 또다른 전쟁이 발발하였다. 이에 대하여 베네치아 정부는 아래와 같이 썼다.
| “ | 합스부르크 왕가는 우리 ‘가장 고귀한 공화국’이 정당하게 아드리아해를 지배함을 불쾌하게 생각하며, (우리가 보기에는) 우스코치의 잦은 침략을 통하여 베네치아의 평화로운 통치 및 영유를 방해하고자 한다. | ” |

우스코치는 보스니아 및 터키령 달마티아에서 탈출하여, 레판토 해전에 이은 베네치아와 오토만 제국의 평화협정 체결 후 오스트리아의 합스부르크가가 국경을 지키기 위하여 군적에 올린 기독교인이었다. 이들은 세나에 정착하여 아드리아해에서 해적행위를 했으며, 이들이 오스만 제국과의 관계를 악화시킬 수 있다는 점은 베네치아의 골칫거리였다. 1613년 베네치아가 우스코치에 대한 행동을 시작하자 이들의 보호자인 오스트리아 대공과의 관계가 어긋나게 된다. 대공령인 그라디스카에 군대가 파견되었으며, 롬바르디아의 에스파냐군과 대치중이던 사보이 공작에게 재정적 지원이 이뤄졌다. 동쪽 국경에서 이뤄진 군사작전은 결정적이지는 않았으나, 1617년 화의조건에 따라 합스부르크가는 우스코시를 내륙으로 이주시켜 문제를 해결했다.
독자적으로 추진했는지 왕의 지원을 받았는지는 모르나, 에스파냐의 나폴리 총독은 아드리아해에 함대를 보내 베네치아의 지배력을 타파하려 했다. 원정 결과는 성공과 실패가 뒤섞였으며 총독은 아드리아해에서 물러났다. 동시기 선동과 음모 관련 소문이 베네치아에 떠돌았으며, 그라디스카 전투를 위하여 고용되었던 다국적 용병간 소란이 있었다. 에스파냐 대사인 베드마르 후작은 그 자신이 음모를 꾸몄거나, 최소한 이에 가담하고 있었다. 한 위그노인 선장으로부터 이를 알게 된 후 10인 위원회는 곧바로 움직였다. 3명의 용병이 목매달렸고 원로원은 즉시 에스파냐 대사를 소환했다.
1622년 원로원 의원 및 영국 대사였던 안토니오 포스카리니가 대사 재임시 외국을 위한 활동 및 에스파냐를 위한 첩보 명목으로 고발되자 에스파냐와의 긴장은 고조되었다. 1심에서는 무죄가 선고되었으나 2심에서 유죄가 선고되어 그는 1622년 소광장의 두 개의 기둥 사이에서 교수형당했다. 몇달 후 10인 위원회는 그가 무고하였으며 음모의 희생양이었음을 알아차렸다. 그의 명예는 회복되었으며, 이 소식은 전 유럽에 퍼졌다.
1628년 베네치아는 한 세기만에 다시 이탈리아의 정치상황과 관련된다. 만토바와 몬페라토의 공작인 페르디난도 1세 곤차가가 죽자 후계자로 프랑스 대공인 느베르 공작 샤를 공자그(카를로 곤차가)가 떠오른다. 이는 그때까지 밀라노에 이르는 지역을 에스파냐가 통제했던 북부 이탈리아의 세력균형을 변화시킨다. 이어진 전쟁에서 베네치아는 합스부르크 및 사보이에 대항하여 프랑스와 연합한다. 베네치아는 독일군 포위하에 있던 만토바를 지원하려 하였으나 패배하였고 만토바는 무자비하게 약탈당했다. 샤를 곤자가를 만토바 및 몽페라 공작으로 인정하는 평화협정 내용에 베네치아는 실질적으로 관여하지 못했다. 전쟁은 1630년 흑사병을 가져왔으며, 16개월 동안 베네치아 인구의 1/3인 5만명이 죽었다. 흑사병 유행이 끝난 것을 감사드리는 의미로 산타 마리아 델라 살루테 성당의 건축이 시작되었다.
1638년 베네치아 함대가 크레타를 출발하였을 때 알제리와 튀니지에서 출발한 갤리선 16척의 바르바리 해적이 아드리아해에 진입했다. 함대가 복귀하였을 때 해적은 발로나의 투르크 요새로 갔다. 베네치아 함대 지휘관 마리노 카펠로는공격을 개시하여, 요새에 포격을 가하고 갤리선을 나포하였으며 3,600명의 포로를 석방했다. 오스만 황제는 이에 대한 대응으로 콘스탄티노플 대사 알비세 콘타리니를 체포하였다. 이 문제는 외교적으로 해결되어 전쟁은 잠시 미뤄졌다. 그러나 6년 후 오스만 제국은 크레타의 주 항구인 칸디아를 공격하였으며 합의하기 어려운 조건을 제시하였다. 크레타 전쟁은 25년간 지속되었으며, 이는 17세기 공화국 역사를 통틀어 가장 큰 문제였다.
1645년 중반 투르크가 달마티아 국경을 공격하여 전쟁은 본토로도 번졌다. 베네치아는 제해권 덕분에 달마티아 해안에서의 지위는 유지할 수 있었으나, 8월 22일 크레타의 카니아 요새가 함락되었다.
투르크의 군사력은 오늘날 크로아티아의 시베니크에 집중되어 1647년 8월~9월 도시를 포위하였다. 포위공격은 실패하였으며, 다음 년도에 베네치아는 클리사 등 내륙에 위치한 몇몇 요새를 회복하였다. 그러나 크레타의 상황은 더욱 심각해졌다. 전쟁 시기를 통틀어 베네치아의 전략은 다르다넬스 해협을 봉쇄하여 크레타에 병력을 이동시키는 투르크 선대를 기습하는 것이었다. 1655년 및 1656년의 승리 등 주목할 만한 성공을 거둔 적도 있었으나, 이는 전략적 상황을 뒤집는 데는 실패했다. 그 다음 해에 있었던 3일에 걸친 전투 (1657년 7월 17일~19일)에서 제독 라자로 모체니고가 돛대에 깔려 숨지고 베네치아군은 대패했다. 1659년 프랑스-에스파냐간 전쟁이 끝나자 기독교 국가들로부터 지원이 늘어났다. 1666년 카니아를 회복하기 위한 공격이 실패하고, 1669년 칸디아 포위를 풀기 위하여 육지의 프랑스 분견대와 모체니고가 지휘하는 함대의 합동공격 역시 실패했다. 프랑스군이 귀국하였고, 칸디아 요새에는 3,600명만이 남아있었다. 사령관 프란체스코 모로시니는 1669년 9월 6일 협상 끝에 항복하였다. 몇몇 소규모의 기지를 제외하고 크레타섬은 할양되었으며, 베네치아는 티노스섬과 키티라섬, 그리고 달마티아 점유지를 유지하였다.
1683년 투르크가 제 2차 빈 포위를 실패하자 1684년 베네치아는 이를 틈타 오스트리아와 대 오스만 동맹을 결성하며, 나중에는 러시아도 합류한다. 모레아 전투 초반 프란체스코 모로시니는 레우카스섬을 점령하고 그리스 항구들의 재점령에 나선다. 그는 코로네섬에 상륙한 1685년 6월부터 파트라스, 레판토, 코린트를 점령한 8월까지 펠로폰네소스 반도를 확보한다. 9월 아테네 공격 중 베네치아 대포가 파르테논 신전을 파괴하였다. 달마티아에서도 베네치아 점령지가 크게 늘었으나, 1688년 네그로폰테 탈환은 실패하였다. 다음 해, 대함대가 파견되어 1695년 미틸레네, 1697년 안드로스, 1698년 다르다넬스에서 빛나는 승리를 거두기도 하였으나, 모로시니의 후임자들은 의미있는 결과를 얻는 데는 실패하였다. 1699년 체결된 카를로비츠 조약은 지난 2세기간 투르크에게 빼앗긴 지중해 기지를 회복하는 데 실패한 베네치아보다는 오스트리아와 러시아에 유리한 결과를 가져왔다.
스페인 왕위 계승 전쟁에 따라 새로운 갈등이 시작되었다. 프랑스와 합스부르크 제국 모두 1700년에 베네치아에 전권 대사를 보내어 동맹을 맺고자 했다. 베네치아 정부는 이해관계자가 제시한 불확실한 이권을 얻기보다는 중립을 지키고자 했다. 공화국은 끝까지 이러한 원칙에 충실하였으며, 쇠퇴는 피할 수 없었으나 전 유럽에 유명한 부를 가지고 생존해 나갈 수는 있었다.

## 쇠퇴

지오반 바티스타 티에폴로, 베네치아에 바다의 부를 주는 넵튠, 1748년-1750년. “고귀한 도시”의 부와 국력은 해상 지배에 근거했으므로, 이 그림은 베네치아 공화국의 국력을 비유한다.

1714년 겨울 투르크는 공화국에 전쟁을 선포했다. 당시 베네치아의 해외 주요 영토였던 펠로폰네소스(모레아)는 “바다에서 공격받을 가능성도 낮고 지원도 가까이에서 받을 수 있는 나라들도 꼭 필요로 할 만한 보급조차 전혀 받지 못하고 있었다.”
투르크는 티노스와 아이기아섬을 점령하고, 코린토스 지협을 가로질러 코린토스를 점령했다. 베네치아 함대의 지휘관 다니엘레 돌핀은 모레아 수비를 위해 위험을 감수하는 것 보다는 전력을 보존하는 것이 낫다고 생각했다. 그가 마침내 전장에 도착했을 때 나우플리아, 모도네, 코로네, 말바지아는 이미 투르크 수중에 떨어졌다. 이오니아 제도의 레우카스, 크레타의 스피나롱가, 수다의 기지들은 아직 수중에 있었으나 베네치아는 이를 포기했다. 투르크는 마침내 코르푸에 상륙하였으나, 방어측은 가까스로 이를 격퇴할 수 있었다. 이 때 투르크는 1716년 8월 3일 페트로바라딘에서 오스트리아에게 결정적인 패배를 당했다. 그러나 1717년~1718년 에게해와 다르다넬스 해협에서 전개한 베네치아의 신함대 작전은 거의 성공을 거두지 못했다. 파사로비치 협정(1718년 7월 21일)으로 오스트리아는 넓은 영토를 얻었으나 베네치아는 모레아를 잃었으며, 알바니아와 달마티아에서 얻은 작은 이익은 이를 벌충할 수 없었다. 이 전쟁은 공화국이 터키와 벌인 마지막 전쟁이었다.
18세기 베네치아의 쇠퇴는 오랜 적수인 제노바 뿐 아니라, 토스카나 대공국이 티레니아해에 세우고 지중해에서 영국 무역을 위한 기항지로 선택한 새로운 항구 리보르노에 의한 것이기도 했다. 교황령 안코나, 1719년 이래로 자유항이었던 합스부르크의 트리에스테 역시 타격을 주었으며 이들이 위치한 아드리아 해는 더 이상 ‘’베네치아 만‘’으로 취급되지 않았다. 당시 한 유명한 베네치아의 정치가는 이렇게 선언했다.
| “ | 우리에게 남겨진 찌꺼기를 제외하고, 안코나는 레반트, 그리고 알바니아부터 다른 터키 지방 등 레반트 서쪽과의 무역을 빼앗아간다. 트리에스테는 독일에서 오는 나머지 무역을 거의 다 가져간다. | ” |

베로나까지의 동쪽 본토 도시들도 제노바 및 리보르노에서 보급을 받았다. 마그레브 해안 해적의 존재도 상황을 더욱 악화시켰다.
1779년 12월 5일 “모든 것이 혼란스럽고, 모두가 통제를 잃었다”라고 공화국 국회 의원 카를로 콘타리니가 외쳤다. 그는 조르지오 피사니도 지지한 개혁안을 받아들일 것을 요구하는 폭동에 대해 말한 것이다. 개혁안은 가난한 절대 다수를 위하여 부유한 소수의 귀족이 독점했던 권력 독점을 해소하는 것이었다. 이는 “체제 전복”의 공포를 불러일으켰고, 도제 파올로 레니에르는 개혁안에 반대하였다. “신중파”는 개혁안 지지 시위는 음모에 의한 것임을 주장했다. 조사관들은 임의 절차에 따라 피사니를 베로나의 산 펠리체 성에, 콘타리니는 카타로의 요새에 감금하였다.
1784년 5월 29일 정치적 영향력으로 인하여 “후원자”로 알려진 안드레아 트론이
| “ | (무역은) 최종적으로 붕괴하고 있다. 위대한 나라를 만들었고 현재도 그럴 수 있는 옛날부터 오랫동안 지켜왔던 금언과 법규들은 잊혀졌다. 외국인들은 우리 도시의 가장 깊은 곳까지 바로 침투하여 (우리를) 대체하였다. 우리는 우리의 핵심을 빼앗겼으며 옛날 우리 상인들의 모습은 시민이나 재산 어디에서도 그림자조차 볼 수 없다. 나라에 자본은 있지만 이를 투자할 거래가 없다. 이는 나약함, 과도한 사치, 공허한 구경거리, 허세에 찬 오락 및 악덕을 지원하는 데 쓰이고, 윤리, 도덕, 그리고 필수적인 무역을 낳는 산업을 지원하고 장려하는 데는 쓰이지 않는다. | ” |

베네치아 최후의 해상 작전은 1784년~1786년에 일어난다. 튀니지 만의 해적은 몰타의 튀니지인이 입은 손해를 배상할 것을 요구하며 해적 행위를 재개했지만, 베네치아는 이에 관련하여 잘못이 없었다. 합의를 위한 외교적 노력이 실패로 돌아가자 정부는 군사 행동을 취할 수밖에 없었다. 안젤로 에모가 이끄는 함대가 튀니지를 봉쇄하고 수스(1784년 11월 및 1785년 5월), 스팍스(1785년 8월), 라 콜레타(9월), 비세르타(1786년)에 포격을 가했다. 이 빛나는 군사적 성공에 비견할 만한 정치적 결과는 나오지 않았으며, 원로원은 에모와 함대를 코르푸로 소환했다. 에모가 죽은 후, 튀니지 총독에 대한 연공을 늘려 평화가 찾아왔다. 한때 위대했던 베네치아 상선의 수는 1792년까지 단 309척으로 감소하였다.

## 공화국의 멸망
1789년 1월, 최근 귀족에 합류한 본토 가문 출신의 루도비코 마닌이 도제로 선출되었다. 선거 비용은 18세기 내내 증가하여 이 때 절정에 달했다. 귀족인 피에트로 그라데니고는 이와 같이 평했다.
| “ | 프리울리 출신 도제가 선출되었다. 공화국은 죽었다. | ” |

C. P. Snow의 주장에 따르면, 마지막 50년간 베네치아인들은 “역사의 조류가 그들을 거슬러 흐르기 시작했으며”, 살아남기 위해서는 “그들이 확립한 양식을 깨야 했음”을 알고 있었다. 그러나 그들은 “그 양식을 좋아했으며” “그것을 깰 의지는 찾을 수 없었다.”

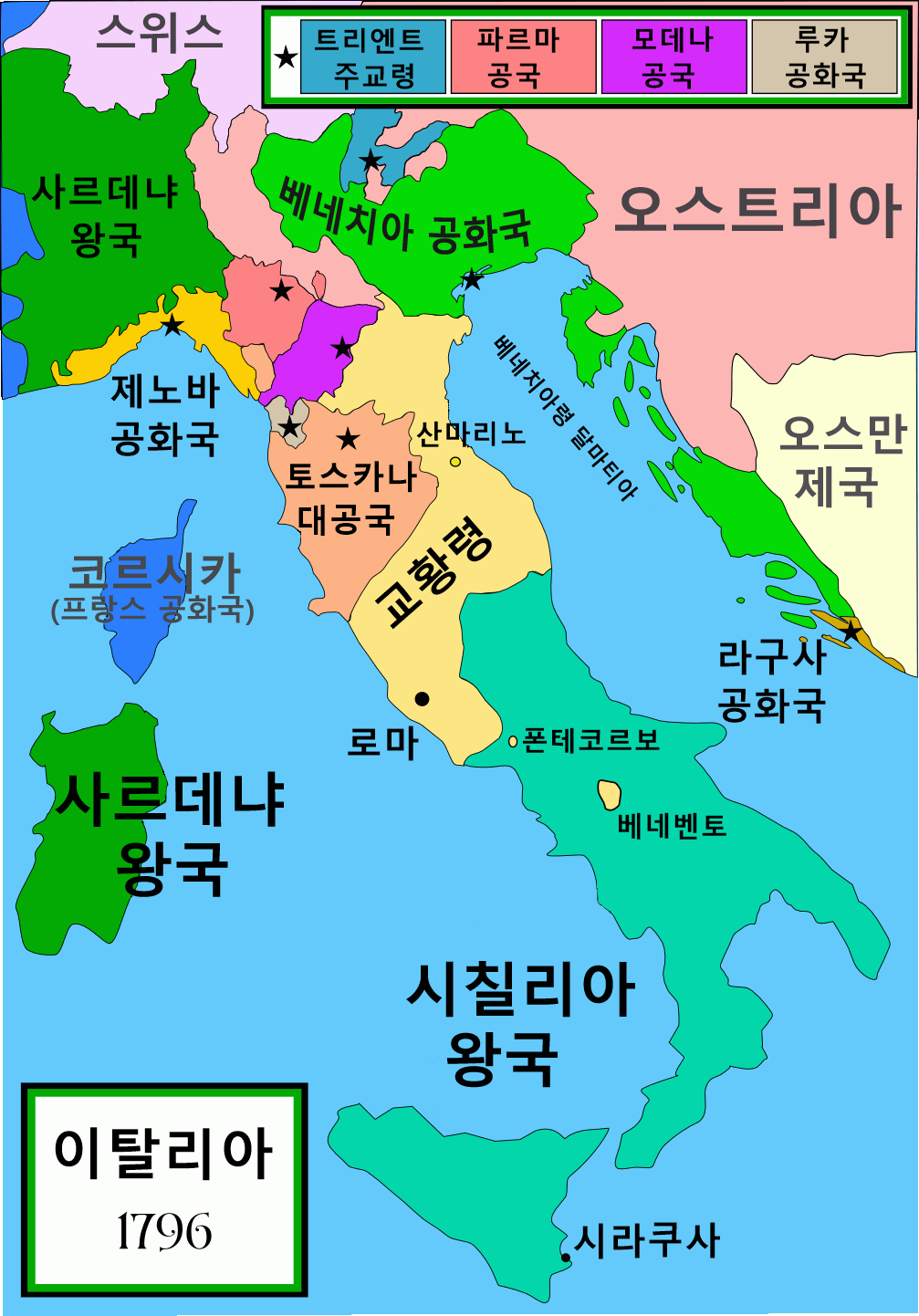
프랑스군에 항복하기 1년 전, 1796년의 베네치아 공화국

1796년 베네치아 공화국은 더 이상 자체적인 방어가 불가능했다. 여전히 13척의 함대는 가지고 있었으나 이 중 출항할 수 있는 것은 소수였고(Naval Wars in the Levant, R.C.Anderson, Liverpool University Press) 육군은 주로 크로아티아인 용병으로 구성된 수 개의 여단만으로 구성되었다. 1796년 봄 피에몬테가 함락되었고 오스트리아는 몬테노테에서 로디까지 연패했다. 나폴레옹 휘하의 군대는 적을 쫓아 중립을 선언한 베네치아의 국경을 넘었다. 연말에 프랑스군은 아디제까지의 베네치아 영토를 점거중이었으며 비첸차, 카도레, 프리울리는 오스트리아가 점유했다. 다음 해 나폴레옹은 알프스 너머의 오스트리아 영유지를 목표로 했다. 현재도 내용 전체가 밝혀지지 않은 레오벤 조약에 따르면, 오스트리아는 평화의 대가로 베네치아 소유의 이스트라반도와 달마티아를 소유하게 되었다. (1797년 4월 18일)
화의 성립으로 베네치아는 살아남을 것으로 보였으나, 영토는 베네치아 시와 석호로 한정되었으며 교황령은 포기해야 했다. 동시기에 브레시아와 베르가모는 베네치아에 대하여 반란을 일으켰으며 다른 곳에서는 반프랑스 운동이 시작되었다. 나폴레옹은 4월 9일 전쟁을 시작하여 베네치아를 위협하였으며, 4월 25일에는 그라츠에서 베네치아 대표에게 아래와 같이 선언했다.
| “ | 나는 조사위원회도, 원로원도 필요 없다. 나는 베네치아에게 아틸라가 될 것이다. | ” |

도메니코 피사마노는 프랑스 선박이 리도 요새로부터 진입하는 것을 저지하기 위하여 발포했다. 5월 1일 나폴레옹은 전쟁을 선포했다. 프랑스군은 석호 가장자리에 위치했다. 베네토의 도시들마저 프랑스에 의하여 “혁명화”되어 임시로 소국들이 세워졌다. 5월 12일 베네치아 국회는 “잠정적으로 논의중인 대표성 있는 정부”에 대한 권한 이양을 승인하였으나, 정족수는 충족되지 않은 상태였다. 512명이 찬성하고, 10명은 반대하였으며 5명은 기권하였다. 5월 16일 임시 정부가 국회 홀에 모였다. 레오벤 조약 내용은 캄포포르미오 조약에 와서는 더욱 가혹하게 바뀌어, 베네치아 및 속령은 오스트리아에 귀속되었다. 1797년 10월 18일, 파사리아노에 있는 마지막 도제의 저택에서 합의서가 서명되었다.

## 같이 보기
- 베네치아
- 피사 공화국
- 이탈리아의 역사
- 롬바르디아 전쟁
- 오스만 해군
- 이탈리아 전쟁
- 마르코 폴로
- 나폴레옹 전쟁
- 베네토주
- 프리울리
- 이스트라반도
- 베네치아령 키프로스

## 참조
- Benvenuti, Gino (1989). 《Le repubbliche marinare》. Rome: Newton Compton.
- Rendina, Claudio (1984). 《I dogi. Storia e segreti》. Rome: Newton Compton.
- Brown, Patricia Fortini. Private Lives in Renaissance Venice: Art, Architecture, and the Family (2004)
- Chambers, D.S. (1970). The Imperial Age of Venice, 1380-1580. London: Thames & Hudson. The best brief introduction in English, still completely reliable.
- Contarini, Gasparo (1599). The Commonwealth and Gouernment of Venice. Lewes Lewkenor, trans. London: "Imprinted by I. Windet for E. Mattes." The most important contemporary account of Venice's governance during the time of its blossoming; numerous reprint editions.
- Ferraro, Joanne M. Venice: History of the Floating City (Cambridge University Press; 2012) 268 pages. By a prominent historian of Venice. The "best book written to date on the Venetian Republic." Library Journal (2012).
- Garrett, Martin. Venice: A Cultural History (2006). Revised edition of Venice: A Cultural and Literary Companion (2001).
- Grubb, James S. (1986). "When Myths Lose Power: Four Decades of Venetian Historiography." Journal of Modern History 58, pp. 43–94. The classic "muckraking" essay on the myths of Venice.
- Howard, Deborah, and Sarah Quill. The Architectural History of Venice (2004)
- Hale, John Rigby. Renaissance Venice (1974) (ISBN 0-571-10429-0)
- Lane, Frederic Chapin. Venice: Maritime Republic (1973) (ISBN 0-8018-1445-6) standard scholarly history; emphasis on economic, political and diplomatic history
- Laven, Mary. Virgins of Venice: Enclosed Lives and Broken Vows in the Renaissance Convent (2002). The most important study of the life of Renaissance nuns, with much on aristocratic family networks and the life of women more generally.
- Madden, Thomas, Enrico Dandolo and the Rise of Venice. Baltimore: Johns Hopkins University Press, 2002. ISBN 978-0-8018-7317-1 (hardcover) ISBN 978-0-8018-8539-6 (paperback).
- Madden, Thomas, Venice: A New History. New York: Viking, 2012. ISBN 978-0-670-02542-8. A fascinating and approachable history by a distinguished historian.
- Mallett, M. E., and Hale, J. R. The Military Organisation of a Renaissance State, Venice c. 1400 to 1617 (1984) (ISBN 0-521-03247-4)
- Martin, John Jeffries, and Dennis Romano (eds). Venice Reconsidered. The History and Civilization of an Italian City-State, 1297-1797. (2002) Johns Hopkins UP. The most recent collection on essays, many by prominent scholars, on Venice.
  - Drechsler, Wolfgang (2002). "Venice Misappropriated." Trames 6(2):192–201. A scathing review of Martin & Romano 2000; also a good summary on the most recent economic and political thought on Venice. For more balanced, less tendentious, and scholarly reviews of the Martin-Romano anthology, see The Historical Journal (2003) Rivista Storica Italiana (2003).
- Muir, Edward (1981). Civic Ritual in Renaissance Venice. Princeton UP. The classic of Venetian cultural studies; highly sophisticated.
- Rosland, David. Myths of Venice: The Figuration of a State (2001) how writers (especially English) have understood Venice and its art
- Tafuri, Manfredo. Venice and the Renaissance (1995) architecture